# El gran amor del conde Drácula
El gran amor del conde Drácula és una pel·lícula espanyola de terror estrenada en 1974, dirigida i coescrita per Javier Aguirre Fernández i protagonitzada en els papers principals per Paul Naschy, Haydee Politoff, Rosanna Yanni, Ingrid Garbo i Mirta Miller.

## Argument
Un grup de persones, compost per un home i quatre dones, es perden a la meitat d'un trajecte en carruatge i busquen refugi en un vell castell en el qual resideix un misteriós home anomenat Dr. Wendell Marlow. A partir d'aquest moment es deslligarà una història plena d'atraccions i tensions sexuals per part de les dones cap a aquest atractiu i misteriós home.

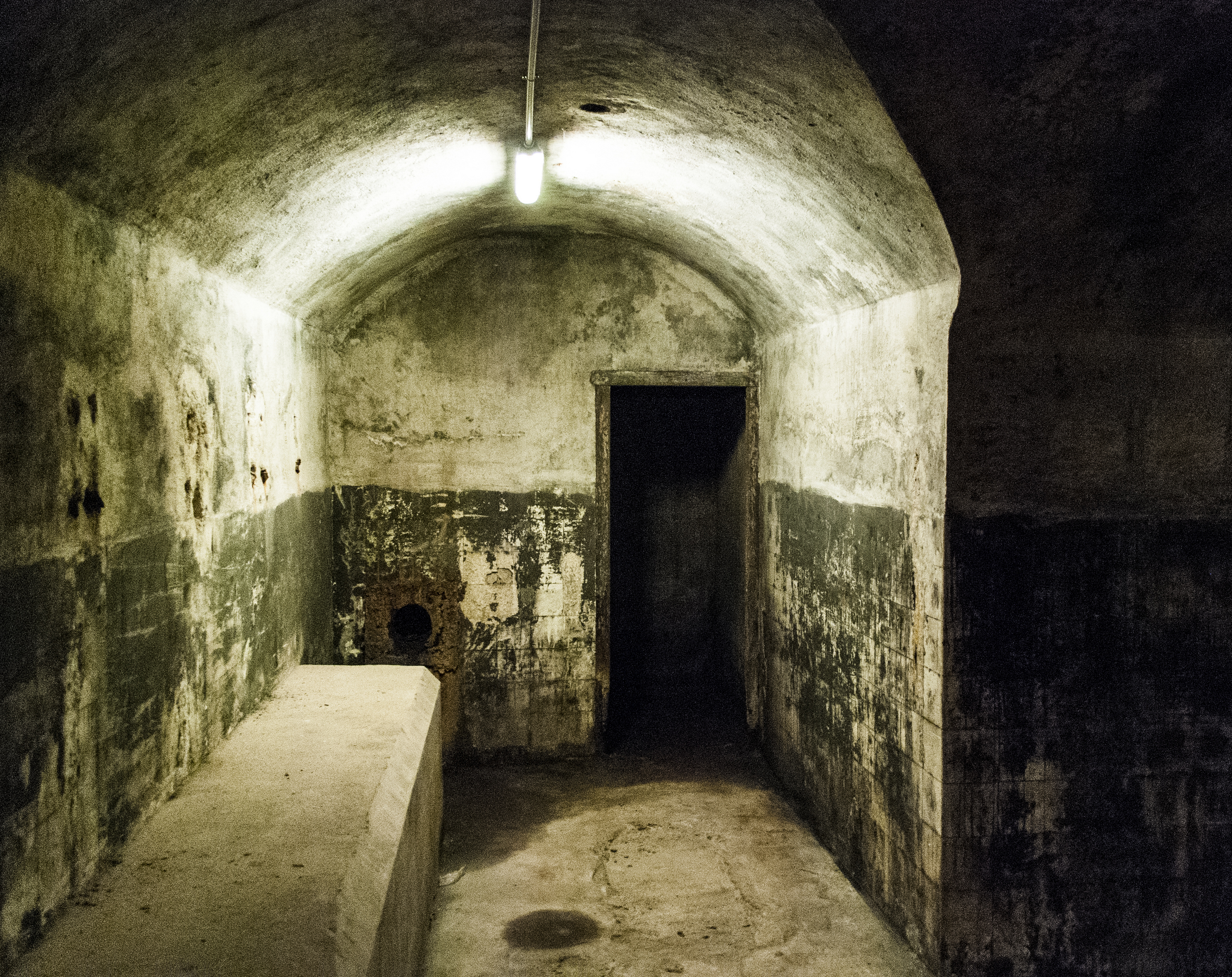
Fins i tot després de la restauració, Posición Jaca, el búnquer sota el Parque del Capricho a Madrid, encara conserva restes de la pintura negra que es va estendre durant el rodatge.

## Repartiment
- Paul Naschy com Comte Dràcula / Dr. Wendell Marlow
- Rosanna Yanni com Senta
- Haydée Politoff com Karen
- Mirta Miller com Elke
- Ingrid Garbo com Marlene
- Víctor Barrera com Imre Polvi
- Álvaro de Luna com Porteador
- José Manuel Martín com Porteador
- Susana Latou com Víctima del somni de Karen
- Julia Peña com Camperola
- Leandro San José

## Producció
El rodatge va estar plagat de problemes. Un accident de cotxe en una carretera de muntanya Windy va provocar una ferida al cap a Haydee Politoff, els membres de la tripulació van resultar ferits quan alguns paisatges es van col·lapsar sobre ells i un producte químic utilitzat en les escenes d'efectes especials va resultar tòxic i va fer emmalaltir greument tant a Ingrid Garbo com a Mirta. Miller. Mentre Politoff es recuperava de la seva ferida al cap, Naschy i Aguirre van aturar temporalment tot el treball a la pel·lícula i mentrestant van començar a treballar en el seu proper projecte junts, El jorobado de la morgue. Quan va tornar a la feina, ja havien acabat completament de rodar El geperut, i immediatament van tornar a treballar a Comte Dràcula.
Els cellers subterranis de la pel·lícula es van rodar en un antic búnquer sota el Parque del Capricho de Madrid, que solia servir de quarter general de l'Exèrcit Republicà durant la Guerra Civil Espanyola.

## Mitjans domèstics
La pel·lícula s'ha estrenat sense tallar en Blu-ray per Vinegar Syndrome, i finalment es pot veure en la seva forma original, sense censura després de tots aquests anys.